# バルト連合公国

バルト連合公国
Vereinigtes Baltisches Herzogtum (ドイツ語)

Vereinigtes Balti Hertsogiriik (エストニア語)

Apvienotā Baltijas hercogiste (ラトビア語)

国歌: Heil dir im Siegerkranz（ドイツ語）
皇帝陛下万歳

バルト連合公国が国家を創設しようとした地域

バルト連合公国（バルトれんごうこうこく、ドイツ語: Vereinigtes Baltisches Herzogtum エストニア語: Balti Hertsogiriik ラトビア語: Apvienotā Baltijas hercogiste）は、ロシア革命後にエストニア、ラトビアの地に存在した短命国家である。リヴォニア大公国としても知られる。
ドイツ帝国はロシア革命後、ロシア帝国領のクールラント県、リヴォニア県、エストニア県を占領した。この際にバルト・ドイツ人貴族と亡命ロシア貴族が構想したのがこのバルト連合公国である。
そこではクールラント公国、「エストニアおよびリヴォニア公国」を創設し、これらをプロイセン王の同君連合のもとにおく計画であった。第一次世界大戦の終結前にオーバー・オスト（ドイツ軍東部全軍最高司令官）のもと、ドイツ軍は既にこの中世リヴォニアの地を占領下に収めていた。

## 歴史的背景
第一次世界大戦の中の1915年の秋、ドイツ帝国陸軍はロシア帝国領のクールラント県を占領した。戦線はリガ、デューナブルク、バラーノヴィチで膠着していた。ロシアで二月革命が起きると、1917年4月12日（旧暦：3月30日）にエストニア自治県がエストニア県とリヴォニア県北部から創設された。十月革命後、選挙で選ばれたエストニア地方議会は1917年11月28日に自ら主権を宣言し、またドイツ軍の到着前日の1918年2月24日にはエストニア共和国として独立を宣言した。西側連合国は1918年5月、エストニア共和国を事実上、承認した。
ラトビア国民議会が1917年11月16日に発表された。1917年11月30日に国民議会は、民族の分布領域内にラトビア自治区を宣言し、そして1918年1月15日、ラトビア共和国として正式に独立を宣言した。
ロシア革命後、ドイツ軍はクールラントから進軍を開始し、1918年2月の終わりまでに旧ロシア帝国のリヴォニア県を軍政下に置くと、エストニア自治県は独立を宣言した。1918年3月3日のブレスト＝リトフスク条約では、ボリシェヴィキ・ロシアはクールラント県の放棄を受諾し、また1918年8月27日にベルリンで締結した協定では、エストニア自治県とリヴォニア県の放棄が追加された。

## バルト連合公国の試案
ドイツ軍の占領下の政治運動と平行して、1917年の9月から1918年の3月までにバルト・ドイツ人は地方議会を作っていた。1918年の4月12日に、地域議会は35人のバルト・ドイツ人、13人のエストニア人、11人のラトビア人によって構成され、ドイツ皇帝がバルト海の地域を君主制国家であると認め、ドイツの保護国にするように求めた決議を可決した。
1918年の3月8日と4月12日に、地域のバルト･ドイツ人が優位に立っていたクールラント地域委員会（Kurländische Landesrat）とリーフラント、エストラント、リガ、エーゼル、連合地域委員会（Livland, Estland, Riga, Ösel, Vereinigter Landesrat）は各々の国家であるクールラント公国（Herzogtum Kurland）とバルト国（Baltischer Staat）の独立を宣言した。両国はプロイセン王国と個々のつながりがあると公表したが、これについてはドイツ政府は承諾に応じなかった。
バルト地域は、ソビエト・ロシアがブレスト＝リトフスク条約でバルト沿海諸州の権益を全て放棄した半年後に、名目上ヴィルヘルム2世に主権国家として承認されている。
1918年の11月5日にはアドルフ・ピラル・フォン・ピルヒャウ（Adolf Pilar von Pilchau）男爵に率いられる新国家の臨時摂政議会が2つの地域国家議会を基礎にして形成された。
新国家の首都はリガとされた。この国家はクールラント（Kurland）、リガ（Riga）、レトガレン（Lettgallen、ラトガリ）、南リーフラント（Südlivland、南リヴォニア）、北リーフラント（Nordlivland、北リヴォニア）、エーゼル（Ösel、サーレマー島）、エストラント（Estland、エストニア）7つの州（cantons）による連合国家とされた。このうちクールラント、リガ、レトガレン、南リーフラントが現在のラトビアにあたり、残りの北リーフラント、エーゼル、エストラントが現在のエストニアに一致する。

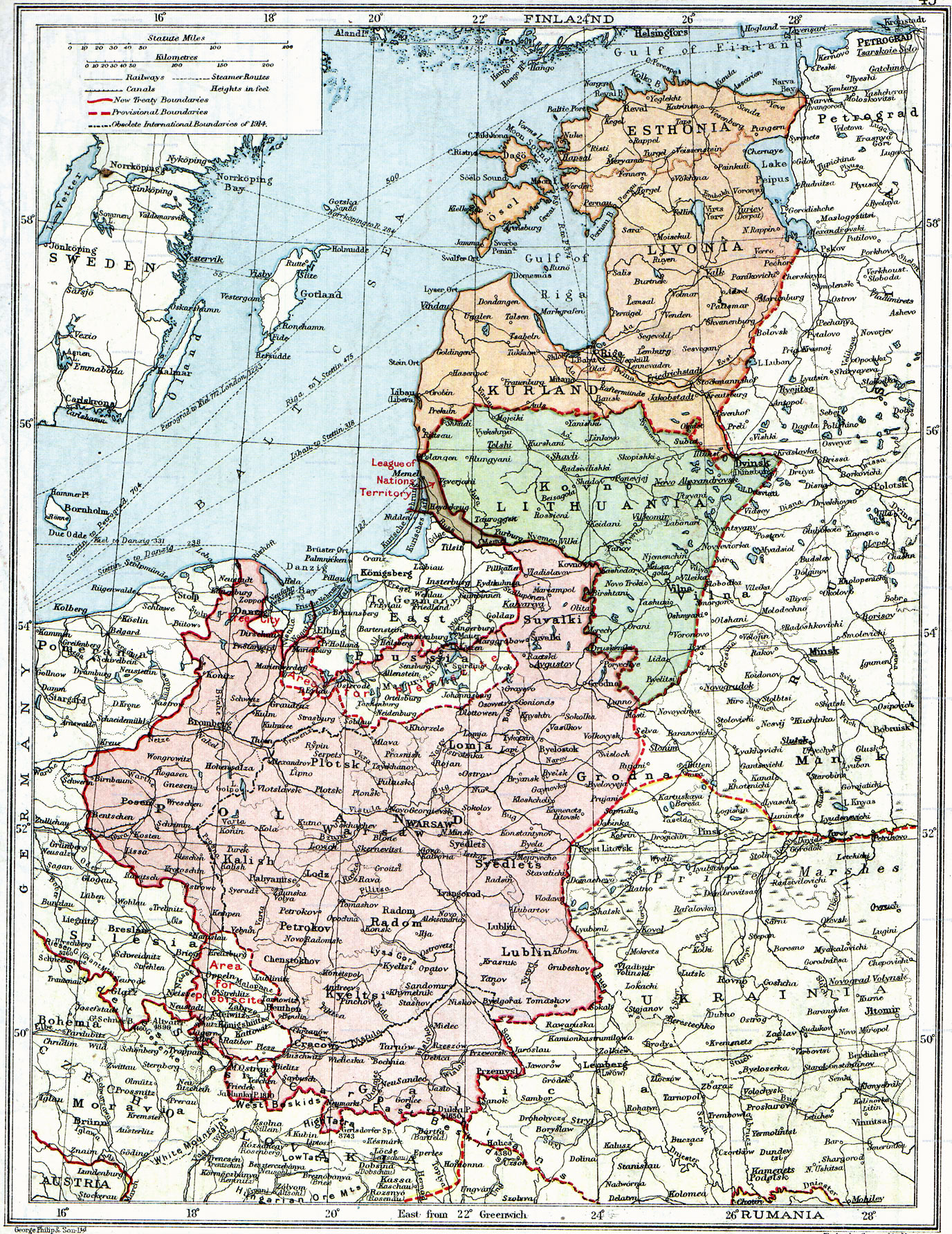
“Poland & The New Baltic States”（ポーランドと新しいバルト国家）の地図。1920年の英国の世界地図。ブレスト＝リトフスク条約とリガ平和条約の後の国境の画定していない状況が現れている。バルト連合公国の構想は現在のラトヴィアとエストニアにまたがるオレンジ色の地域に考えられたものであり、中世のリヴォニア同盟であるテラ・マリアナの地域に建国しようと考えられた。

バルト連合公国の初代元首には君主としてメクレンブルク＝シュヴェリーン公爵アドルフ・フリードリヒが選ばれた。しかし、主権のある君主ではなく、ドイツ皇帝の下位におかれており、他のドイツ帝国の大公や公爵のような扱いにされた。しかしアドルフ・フリードリヒはこの座につく事はなかった。4人のバルト・ドイツ人、3人のエストニア人、3人のラトヴィア人からなる摂政議会は1918年11月28日まで機能した。しかし、ドイツを除いて国際社会から認識されることはなかった。
1918年10月にはドイツ帝国宰相であったマクシミリアン・フォン・バーデンはバルト諸国に対する軍政を解き、市民に戻すべきと提案している。この新しい政策はドイツ外務省からバルト海軍政部に電報によって提示された。内容は以下のようなものである。
| 「 | 帝国政府はバルト諸国における政策の基本変化を満場一致で採択した。即ち、最初の政策例はバルト沿海諸民族と共に作るべきである。 | 」 |

## エストニア・ラトビア独立
1918年11月18日、ラトビアはドイツからの独立を宣言した。またエストニアでは、次の日にドイツ軍政部からエストニア自治政府首脳コンスタンティン・パッツ（Konstantin Päts）に主権を移動した。ドイツは1918年12月7日に主権を正式にカールリス・ウルマニス（Kārlis Ulmanis）が代表するラトビア政府に譲渡した。
しかし、この地域にいた軍政部はこれを認めなかった。軍政部のリューディガー・フォン・デア・ゴルツ（Rüdiger von der Goltz）将軍はドイツ本国の命令には従わずに占領を続けた。
バルト連合公国が国家防衛軍として編成した軍はバルト防衛軍（Baltische Landeswehr）と呼ばれていた。バルト防衛軍の指揮をとっていたのは、バルト・ドイツ人地主の後援で男爵となっていた、アルフレート・フレッチャー（Alfred Fletcher）少佐である。彼は元から住んでいたラトビア人要員の解散を始め、その後にバルト・ドイツ人とドイツ帝国軍を配置し始めた。司令官の位置は一斉にドイツ人に変えられていった。
Robert G.L. Waiteによって書かれた『ナチズムの前衛:戦後ドイツにおけるフライコーアの活動、1918-1923』には、アルフレート・フレッチャー少佐の事が記述されており、「1919年2月の半ばには、軍に加わっているラトビア人は軍全体の1/5より少なかった」と記している。ラトビア独立後、統治を続けるゴルツ将軍の軍による軍事的圧力から英軍が退却すると、ロシア白軍の軍部隊とドイツ義勇軍は東に進軍し、1919年5月22日にはリガを占領した。リガ占領後、ドイツ義勇軍はミタウ（現イェルガヴァ）近郊で300人、トゥクム（現トゥクムス）で200人、デューナミュンデ（現ダウガフリヴァ）で125人、リガで3000人以上のラトビア人を殺害したと告発されている。
リガの占領後の1919年6月、連合国の予測通りに、ゴルツ将軍は部隊に東進を行わないように命令し、北のエストニアに向かって軍を進め、占領するように命令を出した。6月19日には鉄師団と陸軍部隊はヴェンデン（現ツェーシス）近郊を攻撃占領するために動き始めた。バルト防衛軍はペトログラード攻撃の下準備として、エストニア海岸線に沿って攻撃を続けた。しかしながらバルト防衛軍はエルンスト・ポーデル（Ernst Põdder）率いる北ラトビア師団と第3エストニア人師団と遭遇し1919年の6月19日から23日にかけて行われたツェーシスの戦いで敗北した。
6月23日の朝、ドイツはほとんどの軍がリガに向けて退却を始めた。連合国は再度ドイツは軍をラトビアから撤退させるようにと求め、エストニアがリガへと進軍していたため、これに干渉してエストニアとドイツ義勇軍の停戦を課した。同時に、連合国はヒューバート・デ・ラ・ペル・ガフ（Hubert de la Poer Gough）伯爵将軍の元にいた英軍の作戦をくみ上げ、この軍はバルト諸国に存在するドイツ軍を掃討しに向かった。また、バルト諸国のためにバルト諸国の住民による軍を編成した。
第一次大戦にドイツが敗北したのは1918年の11月であった。第3エストニア師団と北ラトビア旅団によってゴルツ大将のバルト防衛軍とドイツ義勇軍が敗北した結果、バルト連合公国の構想は最終的に放棄された。

## その後
ラトビアの統制が戻り、安定すると、バルト地域のドイツ軍は英国の権力の下に置かれるようになった。1919年7月半ばにはバルト・ドイツ軍の統帥権を引き取り、ハロルド・アレグザンダー中佐はバルト・ドイツの軍を徐々に解体していった。
エストニアとラトビアは独立し、共和国として生き残ることになった。その後この構想が再度提唱されることはなかった。

## 註
1. ↑  "...later an alternative proposal was advanced for a United Baltic Duchy under Duke Adolf Friedrich of Mecklenburg" p. 48 The Baltic States: The Years of Independence By Georg von Rauch ISBN 0903983001
2. ↑  This "Landesrat" on April 12, 1918, decided to beg the King of Prussia and German Kaiser to accept the throne of the Grand Duchy of Livonia Bilmanis, Alfreds (1945). Baltic Essays. The Latvian Legation,
3. ↑  Roeder, Philip (2007). Where Nation-states Come from. Princeton University Press. pp. 119. ISBN 9780691134673
4. ↑  Royal Institute of International Affairs Information Dept (1938). The Baltic States. Oxford university press
5. 1 2 3 4  The Baltic States and Weimar Ostpolitik By John Hiden
6. ↑  Griff nach der Weltmacht By Fritz Fischer
7. ↑  The German Army in World War I By Nigel Thomas; ISBN 1841765678